# Igor Angulo
Igor Angulo Albóniga (Bilbao, 26 gennaio 1984) è un ex calciatore spagnolo, di ruolo attaccante.

## Carriera

### Club
Il 6 agosto 2016 viene acquistato a titolo definitivo dalla squadra polacca del Górnik Zabrze.

### Nazionale
Ha giocato nelle nazionali giovanili spagnole Under-19, Under-20 ed Under-21.

## Statistiche

### Presenze e reti nei club
| Stagione        | Club            | Campionato      | Campionato | Campionato | Coppe nazionali | Coppe nazionali | Coppe nazionali | Coppe continentali | Coppe continentali | Coppe continentali | Supercoppe | Supercoppe | Supercoppe | Totale | Totale |
| Stagione        | Club            | Comp            | Pres       | Reti       | Comp            | Pres            | Reti            | Comp               | Pres               | Reti               | Comp       | Pres       | Reti       | Pres   | Reti   |
| --------------- | --------------- | --------------- | ---------- | ---------- | --------------- | --------------- | --------------- | ------------------ | ------------------ | ------------------ | ---------- | ---------- | ---------- | ------ | ------ |
| 2020-2021       | Goa             | ISL             | 19+2       | 13+1       | -               | -               | -               | AFC                | 0                  | 0                  | -          | -          | -          | 21     | 14     |
| 2021-2022       | Mumbai City     | ISL             | 19         | 10         | -               | -               | -               | AFC                | 1                  | 0                  | -          | -          | -          | 20     | 10     |
| Totale Carriera | Totale Carriera | Totale Carriera | 40         | 24         |                 | 0               | 0               |                    | 1                  | 0                  |            | -          | -          | 41     | 24     |

## Palmarès

### Individuale
- Capocannoniere della I liga: 1

2016-2017 (17 reti)